# Mustafa Kemal Küçük
Mustafa Kemal Küçük (* 22. August 1994 in Denizli) ist ein türkischer Fußballspieler.

## Karriere
Küçük begann seine Vereinsfußballkarriere 2005 in der Jugend von Gençlerbirliği Ankara. 2011 wechselte er als Profispieler zum Erstligisten Bursaspor, spielte hier aber zwei Jahre lang ausschließlich für die Reservemannschaft.
Zum Frühjahr 2013 wechselte er als Profispieler zum Drittligisten Fethiyespor. Die Saison 2012/13 beendete er mit seiner Mannschaft dem Playoffsieg der TFF 2. Lig und stieg dadurch in die TFF 1. Lig auf. 
Nachdem er die Hinrunde der Saison 2013/14 als Leihspieler bei Erzincan Refahiyespor verbracht hatte, wurde er für die Rückrunde an Erzurum Büyükşehir Belediyespor ausgeliehen.

## Erfolge
Mit Fethiyespor
- Playoffsieger der TFF 2. Lig und Aufstieg in die TFF 1. Lig: 2012/13